# Tulga
Tulga – król Wizygotów w latach 639-642.
Objął tron po swoim ojcu, Chintili. Jak pisze Fredegar w kronice Historia Francorum, król był w wieku dorastania (aduliscencia), czyli miał między 14 a 28 lat. Prawdopodobnie nie umiał narzucić swego zdania gockim możnym, wskutek czego został obalony. Wystrzyżono mu tonsurę, przez co nigdy już nie mógł się ubiegać o jakikolwiek świecki urząd.